# ガンビー (アニメーション)
ガンビー（英: Gumby）は、緑色の粘土でつくられたヒューマノイド。またはそれを主人公とするアニメーション。このアニメは35年間にわたって233のエピソードが放送されており、人気長寿番組となっている。
ガンビーのサイドキック（脇役）としてポーキー、その他にブロックヘッズ、プリックル、ガンバ、ガンボ、ミンガ、デナリーなどのキャラクターが登場する。

## 登場キャラクター
ガンビーに登場する代表的なサイドキックがポーキーである。このキャラクターの声優はアート・クローキーとダラス・マッケノンが担当した。ブロックヘッズは赤い体に四角い頭の2人組である。いたずら好きで、いつも物を壊して回っている。ブロックヘッズは「Katzenjammer Kids」の、いつも他人に迷惑をかけているという点からインスピレーションを得て生まれたキャラクターである。そのほかには、ガンビーの飼い犬であるノーピー（何を聞かれても陰気に "nope" （いいえ）としか答えない）や、時たまシャーロック・ホームズのようなパイプに鳥打帽子の探偵衣装で登場する黄色い恐竜のプリックルなどもいる。さらには、青い玉を吐いたり体の形を自在に変えることができる青い空飛ぶ人魚のグー、ガンビーの母であるガンバ、同じくガンビーの父であるガンボ、途中のシリーズから新たに加わったガンビーの妹ミンガ、そしてマストドンのデナリーなどのキャラクターが登場する。

## 誕生から初期テレビシリーズ
南カリフォルニア大学の学生、アート・クローキーによって創られた。1950年代初めのアートが南カルフォルニア大学の映画学校（映画芸術学部）を卒業した直後から彼の妻ルース（旧姓:パーカンダー）と本格的な創作活動をスタートさせた。1953年に3分余りのショートアニメ『Gumbasia』が初めて作られた。ディズニー作品の『ファンタジア』のパロディー音楽に合わせて、粘土がシュールな挙動をしたり、広がる様な動きをするのが特徴的である。この『Gumbasia』ではアートが在学中に学んだ「Kinesthetic Film Principles」（筋覚映画の原理）が取り入れられている。この手法は「massaging of the eye cells」（目の細胞のマッサージ）とも言われるもので、このカメラ動作や編集の手法は多くのガンビーの作品に見られる。
1955年、クローキーが映画プロデューサーのサム・エンゲルに『Gumbasia』を披露すると、エンゲルはクローキーにもっと人形の数を増やして技術に磨きをかけるよう勧めた。その後、最初の作品と新たに制作された2つの作品を加えた3つのエピソードをNBCの子供向け番組『Howdy Doody』で放送するという話が持ち上がった。2番目のエピソード『Gumby Goes to the Moon』に対してNBCの幹部から放送に反対されるなどの出来事はあったものの、3つ目のエピソード『Robot Rumpus』が1956年8月に放送され、ガンビーのテレビデビューは成功に終わった。その後、1957年からガンビーとしての単独番組が放送されるようになった。
ガンビーをクローキーが考案した背景には、妻が作るジンジャーブレッドマン（人型のクッキー）の影響があった。緑色となったのはクローキーが好きな色であったからである。足が幅広いつくりとなっているのは撮影時に立てておきやすいため、また頭の形は彼の父親をモデルとしている。
当初のシリーズでは、女性キャラクターの声優にはジニー・タイラーやナンシー・ウィブルが起用されていた。その後は1961年から1963年にかけて新シリーズが放送され、このシリーズではダラス・マッケノンがガンビー役の声優となった。さらに1966年から1968年にかけても新シリーズが放送されたが、このときにはノルマ・マクミランがガンビーの声を担当した。

## 1980年代テレビシリーズ
1980年代になるとオリジナルの短編がテレビやホームビデオで復活し、楽しまれるようになった。これがきっかけとなり、新キャラクターのミンガとデナリーも加えられた新シリーズが1988年から制作された。ガンビー役の声優には再びダラス・マッケノンが起用され、ガンビーは友人たちと共におもちゃの国を飛び出し、ロックバンドを結成して成功を収めるという野望を抱いて新たな冒険を始める。
1980年代のシリーズ内でも以前の旧シリーズの映像・音声が部分的に登場しているが、このときに制作されたサウンドトラックでは、音声は全て再録音されたものを使用し、楽曲もジェリー・ガーバーが作曲したものに挿しかえられた（法的な問題により、クローキーの制作したものが使用できなかったため）。
この他に、アート・クローキーは映画産業にも間接的ではあるが影響を与えた。この1980年代のシリーズに関わったスタッフのうちの幾人かは、後にピクサーやディズニーなどへと移り、業績をあげている。

## 映画・その他
1987年に映画『The Puppetoon Movie』にガンビーは登場した。1995年には『Gumby: The Movie』が公開された。これがガンビー初の長編の冒険となった。この話で、悪人のブロックヘッズはガンビーのバンドをロボットと入れ替え、犬のローベリーを誘拐してしまう。また、作品の中には『スター・ウォーズ・シリーズ』、『ターミネーター』、『2001年宇宙の旅』といったSF作品を連想させるジョークも織り交ぜられている。1992年にはニコロデオンとカートゥーン ネットワークからガンビーのエピソードが再放送された。
アメリカ議会図書館は1994年から1995年にかけてガンビーを「喋るキャラクター」（マスコット）として採用していた。ショーの内容は、ガンビーが本の中に飛び込み、本の世界を現実世界のように追体験するというものであった。1990年代の終わりごろには、ガンビーとポーキーがシリアルのコマーシャルにも登場した。
2つのシリーズのほとんどのエピソード（おまけも含む）が家庭向けビデオやDVDとして視聴可能である。
2005年8月、ナムコからガンビー初のビデオゲームがゲームボーイアドバンス向けに発売された。内容は、ガンビーが、ブロックヘッズとその一味に捕らわれたポーキー、プリックル、グーの3人を救出するというものである。2005年の夏にはニューヨークで TheDeepArchives Animation （通称:TDA Animation）主催のイベントも催された。このイベントでは50年分あまりに及ぶ様々な小道具、ストーリーボード、台本などが展示され、そのほかにもガンビーが誕生してからの間に作られた玩具や、エディ・マーフィが『サタデー・ナイト・ライブ』の中で身につけたガンビーのコスチュームの複製品などの記念品が公開された。その中でも特に注目を集めたのは、テレビコマーシャル「Gumby vs. the Astrobots」で実際に使用されたセットであった。
カリフォルニア州サンフランシスコにある Studio Z でアート・クローキーも招いて「Gumby's 50th Birthday Party」（ガンビー誕生50周年記念パーティ）を開催した。パーティではケヴィン・ミーニーによって招かれたバンドのスマッシュ・マウスやリモーターが演奏を行った。このパーティとコメディの企画は、コメディ作家でステージディレクターでもあるマーティン・オルソンとガンビーのクリエイティブ・ディレクター兼作曲者のロバート・F・トンプソンによるもので、プロデュースは Miising Link Media Ventures および Clokey Productions。
2006年にはジョージア州アトランタにある人形芸術センターにおいて、これまでで最大規模のクローキーおよびガンビーに関する展示が行われた。"Gumby: Art Clokey – The First Fifty Years" と題されたこの催しでは、作家でアニメーターでもあるデイヴィッド・シェーヴが主事を務め、100体を超える人形や1980年代テレビシリーズのオリジナルのセット、そして1990年代の長編劇場版のフィルムが特に目玉となった。この展示会は2006年8月から2007年3月まで開催された。
ボブ・バーデンは、作画担当のリック・ギアリー、彩色担当のスティーブ・オリフとランス・ボルド、編集担当のメル・スミスらと Wildcard Ink. を出版元とするコミック版ガンビーを執筆し、2006年7月より刊行が開始された。2007年にはこのコミック版ガンビーが、アイズナー賞を獲得している。
ガンビーの画像や玩具類については Prema Toy Company の登録商標となっている。ガンビー動画については Premavision が配布権を有しており（前権利者のワーナー・ブラザース・テレビジョンより帰属）、クラシック・メディアのライセンスも取得している。
2007年3月16日、YouTube はデジタルリマスターを施してオリジナルの楽曲や音声を使用したガンビーの全エピソードをノーカットで配信することを発表した。その後、AOL を含む他の映像配信事業者も同様の契約を交わしている。
2007年3月、カリフォルニア州サンフランシスコのテレビ局 KQEDテレビ は自社番組『Truly CA』の一環として、『Gumby Dharma』というガンビーに関する1時間のドキュメンタリーを放送した。
2010年1月8日、ガンビーの生みの親であるアート・クローキーがカリフォルニア州にある自宅で自然死した。

## 玩具およびその他の関連商品
これまでに様々なガンビー関連商品が生み出されてきたが、最も代表的なものは可動式のフィギュアである。数種類の単数パックや複数セットが Jesco より発売された。また、同社からはガンビーの複数のキャラクターをフィギュア化した50周年記念コレクションも発売された。他に発売された商品としては、ぬいぐるみ、キーホルダー、マグカップ、1988年に発売されたカラーフォームセット、1995年にトレンドマスターズより発売されたプレイセット、そしてメディコム・トイのキューブリックが挙げられる。
1989年には Buena Vista records から、トリビュートアルバム『ガンビー (アルバム)』が発売された。

## 論争
中華人民共和国で開催されていた上海国際博覧会の公式マスコットである「海宝（ハイバオ）」は、ガンビーの盗作ではないかという疑惑が浮上しているが、中国側は完全否定している。